# Iron Man (игра, 2008)
Iron Man — компьютерная игра, основанная на одноименном фильме. Выпущенная 2 мая 2008 года одновременно с выходом фильма в кинотеатры. Издана Sega и выпущена для консолей Nintendo DS, PlayStation 2, PlayStation 3, Wii, Xbox 360, PlayStation Portable, а также Microsoft Windows и Java. Разработана студиями Artificial Mind & Movement и Secret Level (версии для PS3 и Xbox 360).
Официальной локализацией занималась компания «1С-СофтКлаб»; переводу на русский язык подверглась только документация, сама же озвучка игры осталась на английском языке.
Роберт Дауни-младший, Терренс Ховард и Шон Тоуб повторили свои роли из фильма.

## Игровой процесс
Геймплей игры представляет собой action-adventure с видом от третьего лица. Игрок берёт управление над Тони Старком облачёного в броню Железного человека. Основная задача в большинстве миссий: найти и уничтожить врагов или объект. Кроме передвижение по земле, в игре реализован режим полёта, некоторые миссии заточены исключительно на полёт (в версии на DS уровни разделены: на пешии миссии, и на миссии в воздухе). В игре представлены несколько видов брони от примитивной Mark I до высотехнологичной Mark III, доступ к различным видам брони открывается по мере прохождения 12 уровней игры.
В игре несколько видов оружия — лазеры, пулемёт и ракеты. Костюм и оружие можно усовершенствовать. В зависимости от игровой платформы получения апгрейдов разнятся, в версиях на PS3, Xbox 360 и на DS покупаются за очки полученные после выполнения миссий, на других платформах апгрейды открываются в зависимости от частоты использования определенного вида оружия.
При получении критического урона в игре активируется мини-игра для восстановления энергии костюма.
Java версия игры представляет собой классический скролл-шутер с видом сверху.

## Сюжет
Во время поездки в Афганистан для демонстрации нового оружия «Stark Industries», Тони Старк был захвачен в плен террористической организацией «Десять колец», террористам нужно чтобы Старк построил им новые ракеты. Вместо этого он и его товарищ по плену Инсен тайно изготавливают бронекостюм.
Старк использует броню, чтобы уничтожить склад оружия террористов и сбежать из их лагеря. Старку удаётся сбежать, но во время побега был убит Инсен, а броня уничтожена.
По возвращении в США на пресс-конференции Старк заявляет, что его компания больше не будет производить оружие. Это решение не нравится деловому партнёру Старка Обадайе Стейну.
Позже Старк разрабатывает обновленную и более мощную версию своей брони, добавляя новые технологии и полноценную возможность полета.
Во время тестирования своего нового костюма Старк узнает от своей помощницы Пеппер Поттс, что вооруженные люди атакуют «Stark Industries». Старк решает использовать свой костюм, чтобы разобраться с нападавшими, После нападения Старк обнаруживает, что «Маджия» (террористы нападавшие на «Stark Industries») поставляют оружие для «Десяти колец». Используя свою новую броню Mark III Старк возвращается в Афганистан, чтобы уничтожить запасы оружия «Маджии». По возвращении домой, Старка атакуют два истребителя F-22 «Раптор». Старк связывается с Роудсом чтобы предотвратить нападение, Тони раскрывает ему свою тайну личности, и он отменяет атаку.
Роудс начинает помогать Старку, и сообщает ему о транспортировке оружия в Афганистане. Старк следует за транспортом, уничтожает оружие и побеждает злодея Чернохлыста, бывшего работника «Stark Industries», после Старк отправиться на территорию «Маджии», чтобы уничтожить остальное оружие. Старк сталкивается с Мадам Маской, победив её Старк обнаруживает последнее оружие «Маджии»: хорошо вооруженную летающую крепость. Старк атакует и уничтожает её.
Пока Старк противостоял «Маджии», Обадайя Стейн тайно восстановил первую броню Старка и начал работать вместе с компанией Агентство инновационной механики (А.И.М.) над созданием источника энергии.
Роудс сообщает Тони, что А.И.М. атаковала ядерный объект в России, Старк решает противостоять им. После отражение атаки А.И.М. Старк обнаруживает сильный радиационный сигнал под землей. Следуя по этому сигналу, он сталкивается с Борисом Буллски, который создал броню из титана, подобной той, что есть у Железного человека, став «Титановым человеком». Старк побеждает Буллски и возвращается в Соединённые Штаты. (В версии для приставки Wii, Старк останавливает атаку А.И.М. в арктике на военный корабль США и побеждает суперзлодея Контроллера)
В США объекты «Stark Industries» снова подвергаются атаке, на этот раз силами А.И.М. под командованием Титанового Человека, которого послал Обадайя Стейн, чтобы украсть костюм Железного человека. Старк побеждает Буллски и узнает о причастности Стейна к А.И.М. и «Десяти кольцам».
Старк возвращается в свою мастерскую, где на него нападает Стейн, который крадет его дуговой реактор, чтобы создать источник питания для своей собственной брони. Старка спасает Роуди, и сообщает ему, что А.И.М. похитила Пеппер, чтобы использовать её в качестве приманки.
Старк спасает Пеппер от А.И.М. и предотвращает взрыв их реактора. Затем Старк решает, что А.И.М. представляет большую угрозу, чем Стейн, и решает первым противостоять им. Он направляется на их остров, уничтожает их протонную пушку, и побеждает суперзлодея Плавильщика.
Тони возвращается домой и сражается со Стейном, который надел свой бронекостюм. Когда битва достигает вершины «Stark Industries», Тони просит Пеппер перегрузить большой дуговой реактор, питающий здание. В итоге Стейна поражает мощный удар тока, из-за которого он падает во взрывающийся реактор и погибает.
После всех событий Тони решает продолжать свою деятельность супергероя.

## Продажи
По состоянию на март 2009 года было продано 2,6 миллиона копий игры.

## Сиквелы
Продолжение игры под названием «Iron Man 2» вышло 4 мая 2010 года и была основано на фильме «Железный человек 2». В 2013 году для мобильных устройств на базе iOS и Android вышла игра Iron Man 3: The Official Game, основанная на третьей части франшизы.

## Отзывы
| Сводный рейтинг       | Сводный рейтинг | Сводный рейтинг | Сводный рейтинг | Сводный рейтинг | Сводный рейтинг | Сводный рейтинг | Сводный рейтинг |
| Издание               | Оценка          | Оценка          | Оценка          | Оценка          | Оценка          | Оценка          | Оценка          |
| Издание               | DS              | PC              | PS2             | PS3             | PSP             | Wii             | Xbox 360        |
| --------------------- | --------------- | --------------- | --------------- | --------------- | --------------- | --------------- | --------------- |
| GameRankings          | 59,40 %         | 30,57 %         | 50,29 %         | 44,22 %         | 49,00 %         | 42,64 %         | 48,22 %         |
| Game Ratio            | 57 %            | 31 %            | 46 %            | 48 %            | 43 %            | 50 %            | 47 %            |
| Metacritic            | 56/100          | 32/100          | 47/100          | 42/100          | 44/100          | 44/100          | 45/100          |
| Иноязычные издания    |                 |                 |                 |                 |                 |                 |                 |
| Издание               | Оценка          | Оценка          | Оценка          | Оценка          | Оценка          | Оценка          | Оценка          |
| Издание               | DS              | PC              | PS2             | PS3             | PSP             | Wii             | Xbox 360        |
| 1UP.com               | N/A             | N/A             | C-              | N/A             | N/A             | C-              | N/A             |
| AllGame               | [ 30 ]          | [ 31 ]          | [ 32 ]          | [ 33 ]          | N/A             | [ 34 ]          | [ 35 ]          |
| Eurogamer             | N/A             | N/A             | N/A             | 3/10            | N/A             | N/A             | 3/10            |
| GameSpot              | N/A             | N/A             | 4,5/10          | 5,5/10          | 4,5/10          | 5/10            | 5,5/10          |
| GamesRadar+           | 40/100          | N/A             | N/A             | N/A             | N/A             | N/A             | N/A             |
| GameTrailers          | N/A             | N/A             | N/A             | 5,6/10          | N/A             | N/A             | 5,6/10          |
| GameZone              | 7/10            | N/A             | N/A             | N/A             | N/A             | N/A             | N/A             |
| IGN                   | 6,2/10          | 3,5/10          | 5/10            | 3,8/10          | 5,5/10          | 5/10            | 3,8/10          |
| PC Gamer (UK)         | N/A             | 20/100          | N/A             | N/A             | N/A             | N/A             | N/A             |
| Русскоязычные издания |                 |                 |                 |                 |                 |                 |                 |
| Издание               | Оценка          | Оценка          | Оценка          | Оценка          | Оценка          | Оценка          | Оценка          |
| Издание               | DS              | PC              | PS2             | PS3             | PSP             | Wii             | Xbox 360        |
| Absolute Games        | N/A             | 22 %            | N/A             | N/A             | N/A             | N/A             | N/A             |
| StopGame.ru           | N/A             | 5,2/10          | N/A             | N/A             | N/A             | N/A             | N/A             |
| «Игромания»           | N/A             | 2/10            | N/A             | N/A             | N/A             | N/A             | N/A             |

Игра получила в основном низкие и неоднозначные отзывы от критиков и игроков. Обозреватели отмечали: Скучный и однообразный геймплей, устаревшую графику и неудобное управление.